# Filozofia amerykańska

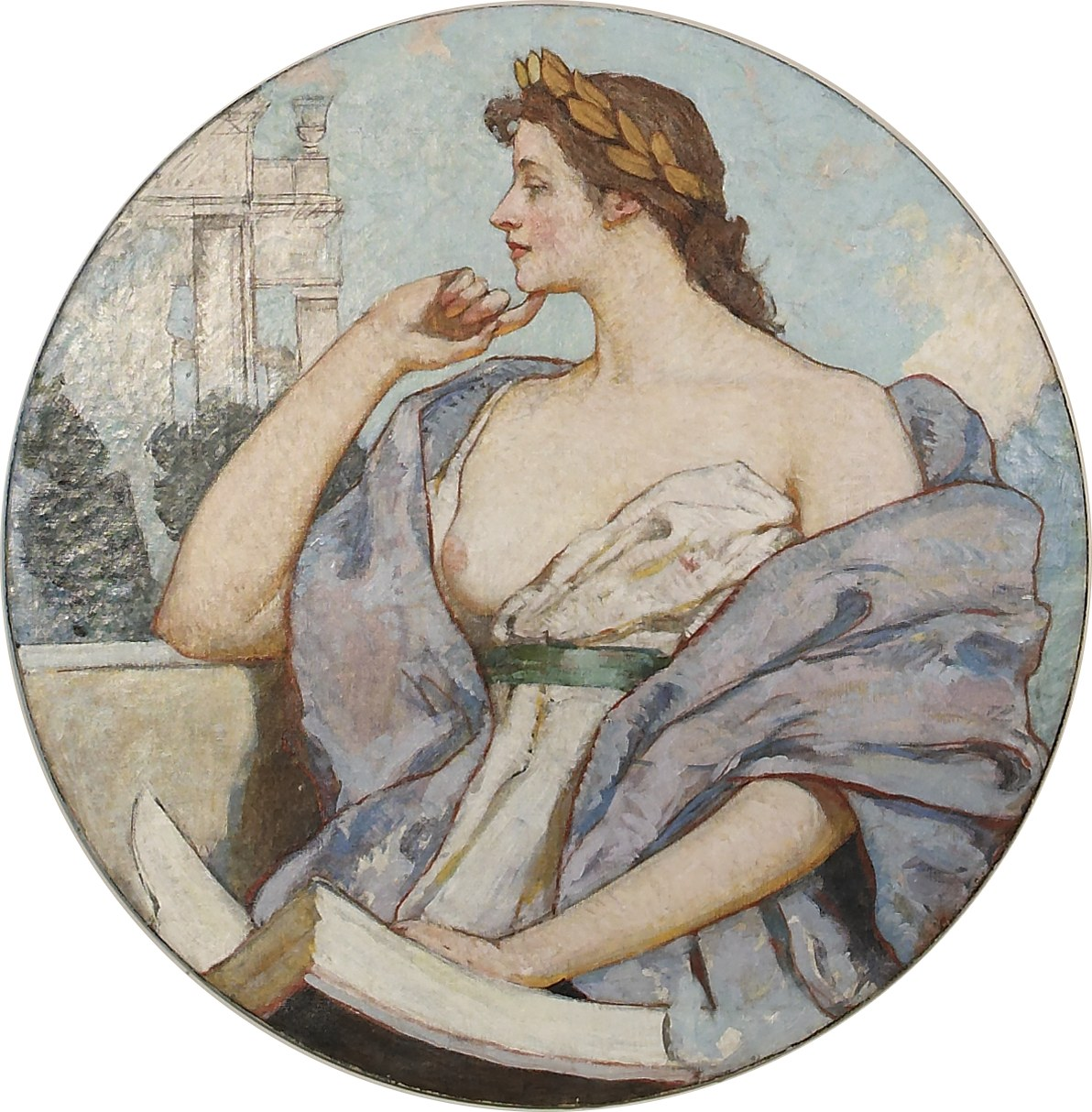
Filozofia, mural Roberta Lewisa Reida w Bibliotece Kongresu w Waszyngtonie (1896)

Filozofia amerykańska – filozofia w Stanach Zjednoczonych rozwijała się od XVII wieku, obecnie najszerzej obecne są w niej tradycje analityczne, do nurtów filozoficznych szczególnie typowych dla niej należą także (ukształtowane w samej Ameryce) pragmatyzm i transcendentalizm. Początki filozofii amerykańskiej to głównie radykalna myśl protestancka (purytanizm, unitarianizm), filozofia XVIII-wieczna przynosi natomiast żywy rozwój myśli społeczno-politycznej, wiążący się z recepcją oświecenia brytyjskiego i wydarzeniami politycznymi (rewolucja amerykańska, kształtowanie się demokratycznego systemu politycznego). W wieku XIX powstaje transcendentalizm jako specyficznie amerykańska forma romantyzmu, pod koniec XIX wieku pragmatyzm, również specyficznie amerykański nurt filozoficzny, akcentujący rolę praktyki dla problematyki filozoficznej. W XX wieku dociera do Ameryki filozofia analityczna, odgrywająca w niej do dziś największą rolę; w mniejszej mierze także różne kierunki filozoficzne Europy kontynentalnej, niekiedy łączące się z tradycjami lokalnymi. Do amerykańskiej tradycji analitycznej przynależy wielu spośród najwybitniejszych filozofów i logików współczesnych (m.in. W.V.O. Quine, Saul Kripke). W XX wieku nadal bardzo żywo obecna jest myśl społeczno-polityczna, łącząca się czy to z tradycjami analitycznymi i pragmatycznymi (John Rawls, Robert Nozick), czy to także z innymi ruchami filozoficznymi (feminizm, myśl afroamerykańska, syntezy pragmatyzmu i postmodernizmu).

## XVII wiek
Początki filozofii amerykańskiej wiążą się z europejską kolonizacją Nowego Świata. Przybycie purytan do Nowego Jorku sprawiło, że najwcześniejsza filozofia amerykańska funkcjonowała w tradycji religijnej. Równocześnie ważnym zagadnieniem stał się związek jednostki ze społecznością. Widoczny jest on chociażby w takich dokumentach jak Fundamental Orders of Connecticut (1639) czy też Massachusetts Body of Liberties (1641).
Niektórzy myśliciele, jak John Winthrop, opowiadali się za wyższością sfery publicznej nad prywatną. W opozycji znajdował się Roger Williams (współzałożyciel Rhode Island), który twierdził, że tolerancja religijna jest ważniejsza niż utrzymanie jednorodności religijnej w społeczności.

## XVIII wiek
Osiemnastowieczna filozofia amerykańska często dzielona jest na dwa okresy. Dla wcześniejszego charakterystyczny jest purytanizm. Natomiast późniejszy stanowi amerykańską wersję europejskiego oświecenia, do którego politycznej tradycji nawiązywali tak zwani Ojcowie-założyciele.

### Kalwinizm
Jonathan Edwards jest uważany za „najważniejszego i najbardziej oryginalnego amerykańskiego teologa filozoficznego” . Znany ze swych porywających kazań, takich, jak Grzesznicy w rękach rozgniewanego Boga (które zapoczątkowało ruch Wielkiego Przebudzenia), Edwards podkreślał „absolutną suwerenność Boga i piękno Jego świętości” . Starał się przy pomocy Newtonowskiej fizyki i idei George’a Berkeleya łączyć chrześcijański platonizm z empiryczną epistemologią. M.in. od Berkeleya zaczerpnął tezę o konieczności istnienia Boga dla powstania wrażeń zmysłowych u człowieka.
Na niematerialny umysł składa się rozumienie i wola; przy czym termin „rozumienie” interpretować należy w duchu newtonowskim. Na tej podstawie Edwards wprowadza do teologii metafizyczną kategorię oporu (ang. resistance). Własności przedmiotów są właśnie wynikiem oporu jaki stawia ciało. Opór jest przejawem mocy Boskiej i może być interpretowany w duchu zasad dynamiki Newtona. Według nich ciało nie może zmienić swego obecnego stanu, jeżeli nie zadziałamy na nie pewną siłą. Ciało w spoczynku nie zmieni swego położenia, natomiast ciało, na które zadziałano siłą pozostanie w ruchu.

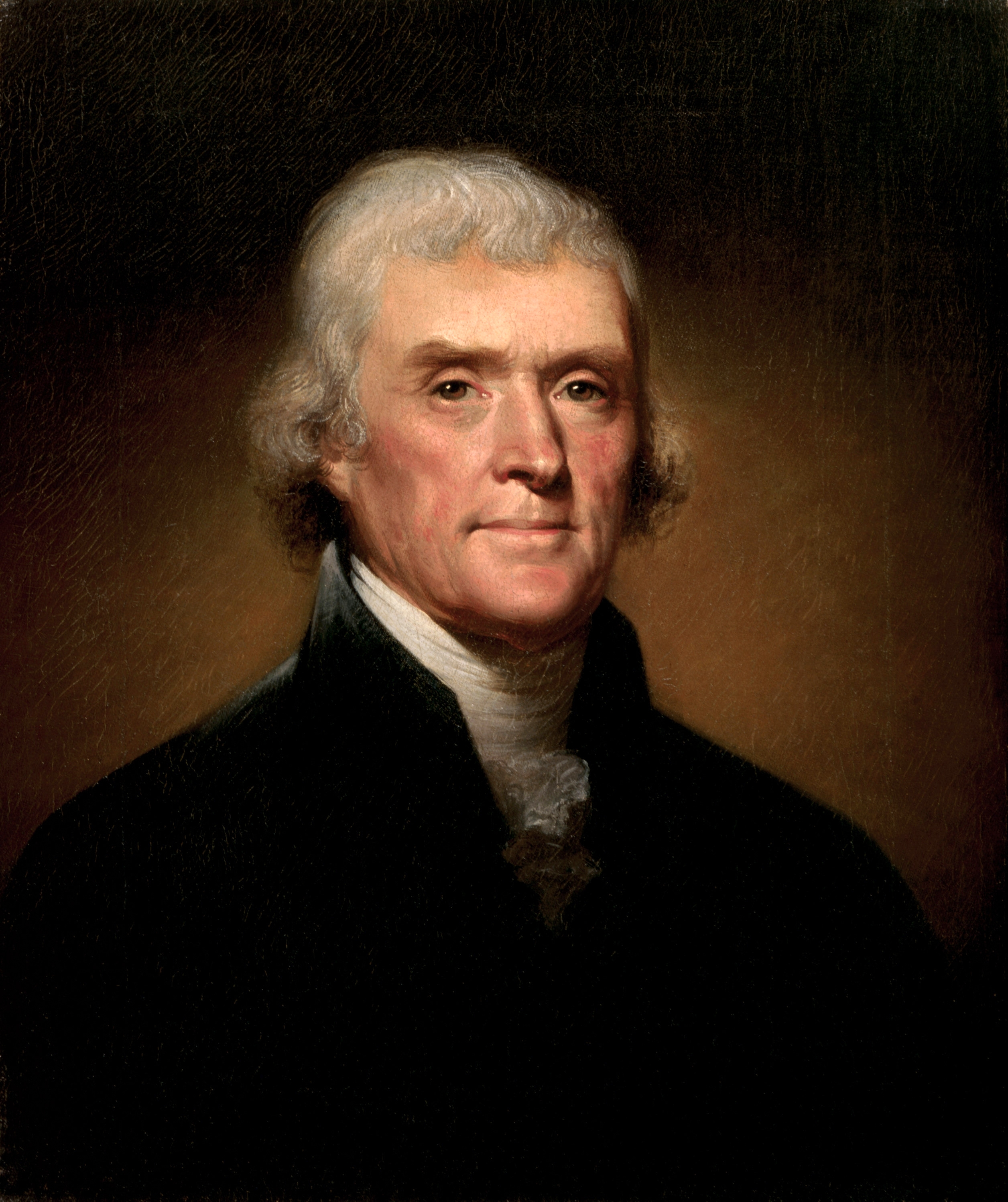
Portret Thomasa Jeffersona autorstwa Rembrandta Peale'a, 1800

Jako kalwinista i zdecydowany determinista, Jonathan Edwards zaprzeczał również istnieniu wolnej woli, mówiąc „Możemy robić, co chcemy ale nie możemy pragnąć wszystkiego, czego chcemy” (ang. we can do as we please, but we cannot please as we please). Według Edwardsa, ani same dobre uczynki ani sama wiara nie są wystarczające do zbawienia. Jest to raczej nieuwarunkowana łaska Boga, który sam decyduje o ludzkim przeznaczeniu.

### Oświecenie

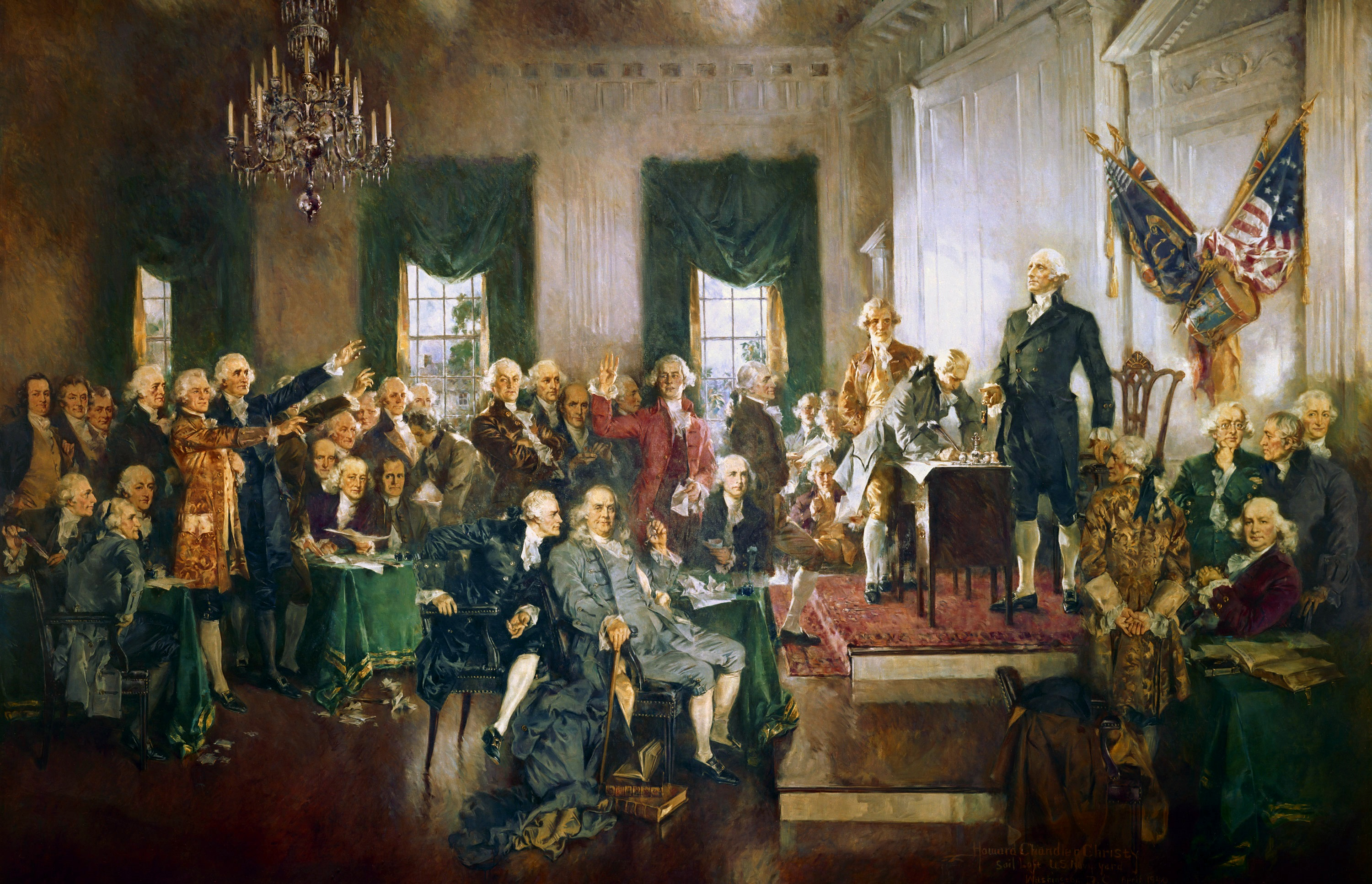
Akt podpisania Konstytucji Stanów Zjednoczonych na konwencji filadelfijskiej, dokumentu mającego duże znaczenie dla amerykańskiej filozofii politycznej i filozofii prawa. Obraz Howarda Chandlera Cristego (1787)

Na początku XVIII wieku amerykańska tradycja filozoficzna pełna była wątków religijnych. Druga połowa nosiła już cechy Oświecenia: opierała się na rozumie i nauce, wierze w doskonałość ludzkiego istnienia, leseferystycznej ekonomii i ogólnym zainteresowaniu kwestiami politycznymi.
Czterej Ojcowie-założyciele – John Adams, Thomas Jefferson, Benjamin Franklin i James Madison – pisali wiele o zagadnieniach politycznych. Kontynuowali oni główne zainteresowania purytanów z XVII wieku, debatując na temat relacji między jednostką a państwem, istoty państwa czy stosunku państwa do Boga i religii. Ich dyskusje wpłynęły na kształt tekstów deklaracji niepodległości oraz Konstytucji Stanów Zjednoczonych.
Konstytucja ustanawiała federacyjną, republikańską formę rządu, którą cechuje podział władz z systemem kontroli i równowagi. Reguluje ona relacje między władzą sądowniczą, władzą wykonawczą, którą zarządza prezydent i władzą ustawodawczą, składająca się z parlamentu dwuizbowego, gdzie Izba Reprezentantów jest izbą niższą, a Senat izbą wyższą.
Mimo że Deklaracja niepodległości nawiązywała do Stwórcy, nie wszyscy Ojcowie-założyciele byli zwolennikami teizmu. Niektórzy otwarcie głosili poglądy deistyczne, co było charakterystyczne dla myślicieli europejskiego Oświecenia, np. Robespierre’a, Voltaire’a oraz Rousseau. Jednakże w 1796 w traktacie z Trypolisu, podpisanym przez Johna Adamsa, została zawarta myśl, że „rząd Stanów Zjednoczonych Ameryki nie jest w żaden sposób ugruntowany na zasadach religii chrześcijańskiej”.
Thomas Paine, intelektualista, pamflecista oraz rewolucjonista, autor Zdrowego rozsądku i Praw człowieka, był wpływowym myślicielem oświeceniowym oraz należał do amerykańskich Ojców-założycieli. Jego Zdrowy rozsądek, oceniany jako „najbardziej porywający oraz najbardziej popularny utwór całej epoki rewolucyjnej”, był intelektualną podbudową amerykańskiej rewolucji oraz dążenia do uzyskania niepodległości od Korony Brytyjskiej.

## Wiek XIX
W wieku XIX do Ameryki dotarł romantyzm, który przybrał postać transcendentalizmu, istotnego i oryginalnego kierunku filozoficznego. W XIX w. narodził się także pragmatyzm, a także, mniej znaczący w Ameryce, heglizm. Głównym ośrodkiem amerykańskiego heglizmu było St. Louis, a główną postacią George Holmes Howison. Do innych poglądów stanowiących reakcję na materializm należały idealizm obiektywny Josiah Royce'a oraz personalizm, zwany także personalizmem bostońskim, Bordena Parkera Bowne'a. Nurty łączone są niekiedy z idealizmem brytyjskim (Francis Herbert Bradley i in.).

### Transcendentalizm

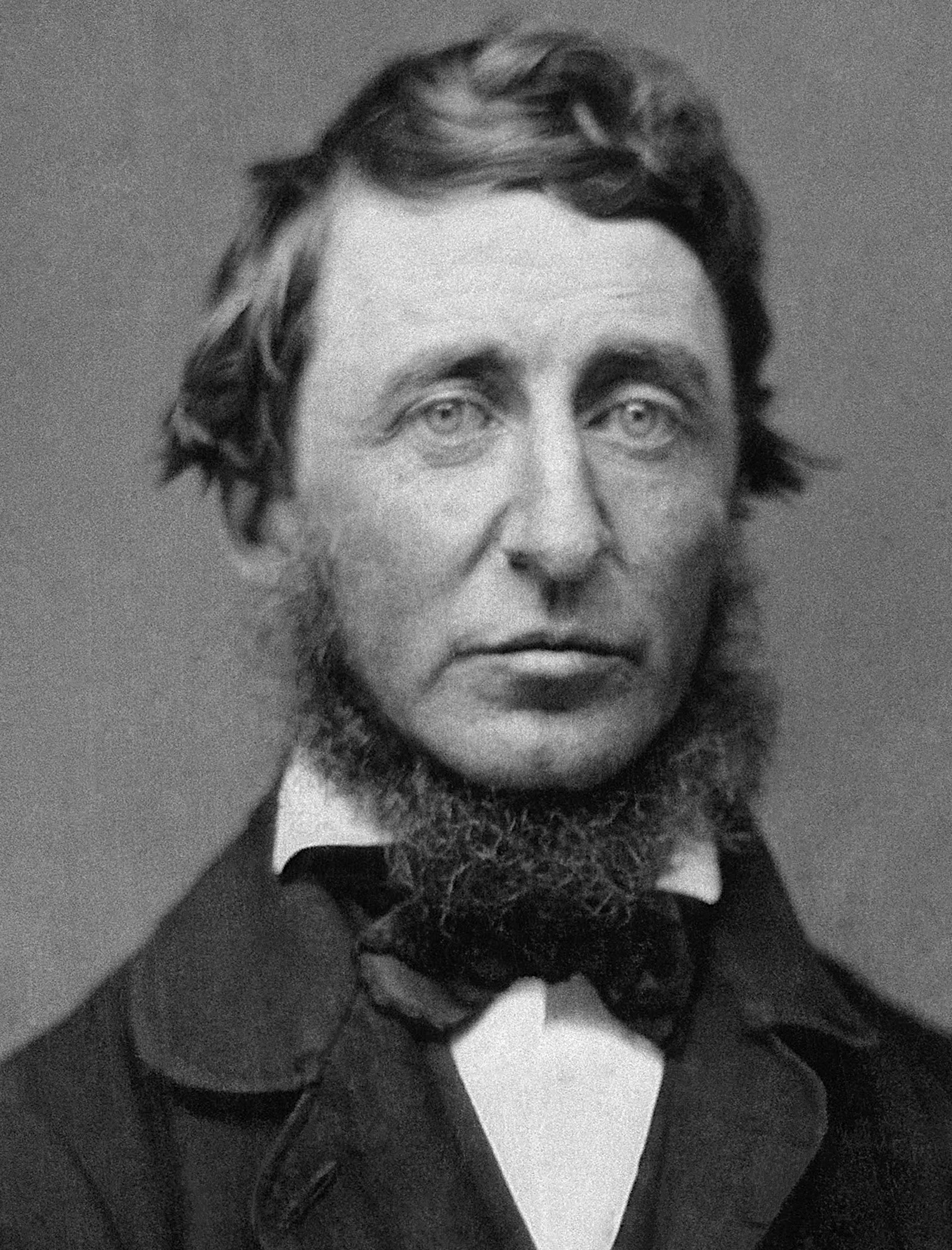
Henry David Thoreau, 1856

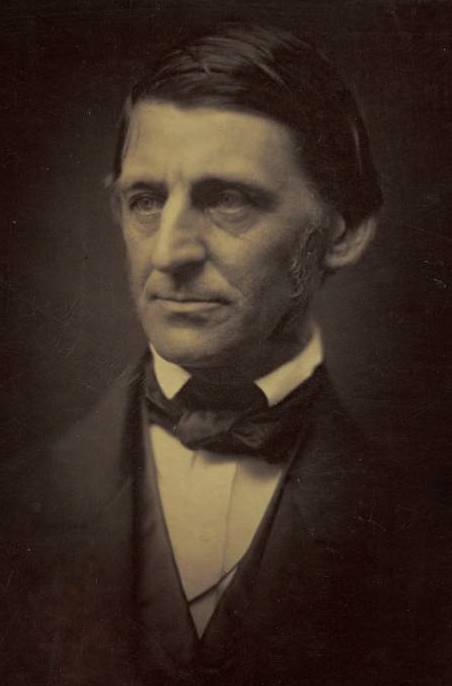
Ralph Waldo Emerson, około 1857

Amerykański transcendentalizm akcentował subiektywne doświadczenie. Postrzegany był jako reakcja przeciw nowoczesności i intelektualizmowi w ogóle oraz mechanistycznemu i redukcjonistycznemu światopoglądowi w szczególności. Transcendentalizm odznaczał się holistyczną wiarą w istnienie rzeczywistości duchowej, która „transcenduje” (przekracza) rzeczywistość empiryczną. Ta rzeczywistość jest osiągalna tylko za pomocą intuicji i osobistej refleksji. Były one przeciwstawiane postępowi przemysłowemu i naukowemu, czy też zasadom i zaleceniom tradycyjnej, sformalizowanej religii. Do najbardziej znaczących przedstawicieli tego nurtu zalicza się Ralpha Waldo Emersona, Henry`ego Davida Thoreau oraz Margaret Fuller, skupiających się w Klubie Transcendentalistów.
Pisarze ci postulowali powrót do natury i wierzyli, że rzeczywista, prawdziwa wiedza jest intuicyjna i osobista. Wynika ona z osobistego zanurzenia i namysłu nad naturą, w przeciwieństwie do wiedzy naukowej, która jest rezultatem empirycznego doświadczenia zmysłowego.
Metody naukowe, instytucje polityczne czy normy moralne dyktowane tradycją religijną, powinny być przekroczone. Problemy te porusza Henry David Thoreau w książce Walden, czyli życie w lesie, gdzie transcendencję osiąga się poprzez zanurzenie w naturę i zdystansowanie się od społeczeństwa.

### Amerykański darwinizm
Teoria ewolucji Karola Darwina, przedstawiona w O powstawaniu gatunków (1859), miała silny wpływ na filozofię amerykańską. John Fiske i Chauncey Wright byli zwolennikami reinterpretacji dotychczasowej filozofii przez pryzmat ewolucjonizmu. Obaj chcieli zrozumieć moralność i umysł w kategoriach darwinowskich, stając się prekursorami psychologii i etyki ewolucyjnej.
Biologiczna teoria Darwina była także podstawą filozofii społecznej i politycznej Anglika Herberta Spencera i Amerykanina Williama Grahama Sumnera. Spencer, który ukuł często błędnie przypisywane Darwinowi powiedzenie, że „przetrwają najlepiej przystosowani”, wierzył, że w społeczeństwie zachodzi walka o przetrwanie. Sytuacja jednostek w społeczeństwie (to, czy dana osoba jest biedna czy bogata) jest zależna od stopnia ich przystosowania. Walka ta korzystna będzie dla ludzkości gdy słabi będą eliminowani, a silni będą zwyciężać. Stanowisko to określa się często jako darwinizm społeczny. Jest ono często wiązane z eugeniką, czyli dążeniem do ulepszania gatunku ludzkiego, jednak nie są to nurty tożsame. Sami Sumner i Spencer, jako leseferyści, nie popierali przymusu w regulowaniu ludzkiej rozrodczości.
Sumner, a także Andrew Carnegie, wierzyli, że wolnorynkowy kapitalizm jest najlepszym systemem społeczno-ekonomicznym, co wynika bezpośrednio z mechanizmów ewolucji. Sumner był ponadto zwolennikiem antyimperializmu i systemu waluty złotej.

### Pragmatyzm
Prawdopodobnie najbardziej wpływową szkołą filozoficzną, uważaną za szczególnie typową dla Stanów Zjednoczonych, jest pragmatyzm. Ukształtował się on w Stanach Zjednoczonych w końcu XIX wieku, jego twórcami byli Charles Sanders Peirce, William James i John Dewey. Pragmatyzm wychodzi od założenia, że przekonanie jest tym, co skłania do działania. Utrzymuje, że znaczenie sądu wynika z praktycznych konsekwencji zachowania lub praktyki. Przekonania, które są niepraktyczne powinny zostać odrzucone.

#### Charles Sanders Peirce

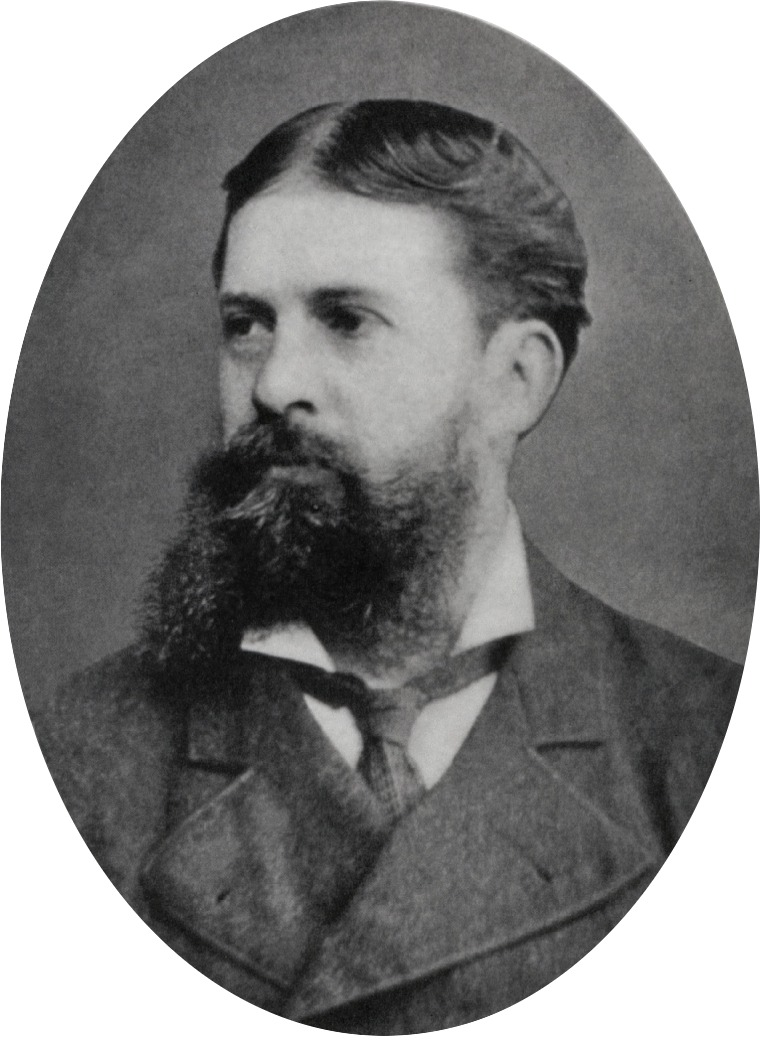
Charles Sanders Peirce, amerykański pragmatyk, logik, matematyk, filozof i naukowiec

Termin „pragmatyzm” wprowadził w 1878 roku wszechstronnie uzdolniony logik, matematyk, filozof i naukowiec Charles Sanders Peirce (1839–1914). Peirce był członkiem Klubu Metafizycznego, kręgu dyskusyjnego intelektualistów, do którego należał również Chauncey Wright, przyszły sędzia Sądu Najwyższego Oliver Wendell Holmes Jr., oraz inny prekursor pragmatyzmu, William James. Peirce wnisósł ogromny wkład do semiotyki, logiki i matematyki, napisał także dzieła, które uważa się za podstawowe teksty pragmatyzmu: The Fixation of Belief (1877) i How to Make Our Ideas Clear (1878).
W The Fixation of Belief Peirce głosi podstawowe znaczenie metody naukowej w ustalaniu rozstrzygnięć pytań teoretycznych. W dziele How to Make Our Ideas Clear stwierdza, że pragmatyzm można podsumować przywołując maksymę (potem nazwaną maksymą pragmatyczną): „Rozważmy, jakie praktyczne skutki może pociągnąć za sobą przedmiot naszej myśli i właśnie te skutki będą stanowić treść pojęcia”.
Maksyma ta ma dopomóc w rozjaśnianiu problemów spowodowanych np. rozróżnieniami, które mają charakter czysto formalny, nie mają natomiast praktycznego znaczenia.
Filozofia Peirce’a składa się z następujących elementów:
- wszechobecnego systemu trzech kategorii
- falibilizmu i antysceptycyzmu
- semiotyki, która zajmowała się naturą i typami znaków, rodzajami i prawomocnością wnioskowań logicznych oraz metodami badawczymi wykorzystywanymi w dochodzeniu do prawdy (elementem semiotyki była również maksyma pragmatyczna)[14]
- scholastycznego realizmu
- idealizmu obiektywnego
- synechizmu – przekonania o ciągłości i wzajemnym powiązaniu przestrzeni, czasu i praw natury
- tychizmu – poglądu postulującego istnienie absolutnego przypadku, który wyjaśniałby ewolucję wszechświata[15]

#### William James

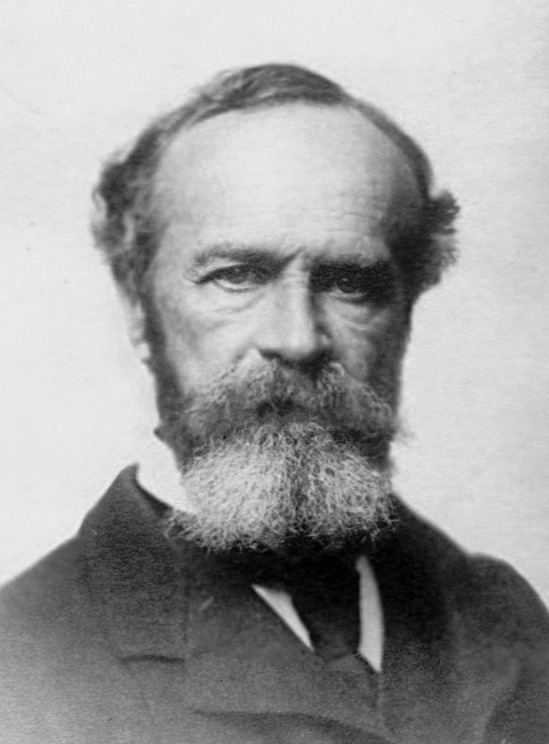
William James, amerykański pragmatysta i psycholog

William James (1842–1910) był „oryginalnym myślicielem w zakresie fizjologii, psychologii, filozofii oraz dyscyplinach pokrewnych”. Jest znany jako autor Doświadczenia religijnego, Zasad psychologii, oraz zapisu wykładów zatytułowanego Wola wiary.
Pragmatyzm Jamesa opierał się na odmiennych założeniach filozoficznych niż pragmatyzm Peirce’a, gdyż drugi z filozofów był zaciekłym przeciwnikiem nominalizmu i subiektywizmu. W wydanej w 1910 roku książce Pragmatyzm. Nowa nazwa kilku starych metod myślenia, James następująco sparafrazował maksymę pragmatyczną Peirce’a:

U źródła zaś naszych myślowych rozróżnień, jakkolwiek subtelne by były, leży ten oto namacalny fakt, że żadne z nich nie jest na tyle subtelne, by nie polegało wyłącznie na pewnej możliwej modyfikacji praktyki. Żeby zatem osiągnąć doskonałą jasność myśli o dowolnym przedmiocie, trzeba nam tylko rozważyć jakie wyobrażalne skutki o charakterze pragmatycznym może pociągać ów przedmiot – jakich doznań mamy od niego oczekiwać i do jakich reakcji musimy być gotowi.

Co więcej, James uważał, że pragmatyzm to nie tylko metoda wyjaśniania, ale także pogląd prowadzący do pewnej konkretnej teorii prawdy. Te drugie określenie nie spotkało się z akceptacją samego Peirce’a, który stał na stanowisku, iż maksymę pragmatyczną należy traktować tylko i wyłącznie jako maksymę logiczną. Peirce postrzegał pragmatyzm jako stanowisko metodologiczne, zdecydowanie zaprzeczając jakoby była to niezależna doktryna czy teoria prawdy lub czegokolwiek innego.
James był również zwolennikiem radykalnego empiryzmu, według którego relacje między przedmiotami są tak rzeczywiste jak same przedmioty. Był również pluralistą, uznając, że możliwe jest istnienie wielu opisów rzeczywistości, które będą jednocześnie prawdziwe. Odrzucił korespondencyjną teorię prawdy twierdząc, że prawda zawiera wierzenia, fakty, inne przekonania oraz konsekwencje tych wierzeń w przyszłości. W późniejszym okresie swojego życia James przyjął również twierdzenia neutralnego monizmu, zgodnie z którym rzeczywistość ma jednolity charakter, nie będąc jednocześnie ani materialna ani duchowa .

#### John Dewey
John Dewey (1859–1952) zajmował się tak filozoficzną problematyką poruszaną przez Jamesa i Peirce’a, jak i tematami politycznymi i społecznymi. Udzielał się także aktywnie – bardziej niż poprzednicy – w życiu społecznym. Oprócz tego, że był jednym z prekursorów myśli pragmatycznej, był również współtwórcą psychologii funkcjonalnej oraz czołową postacią ruchu edukacji progresywistycznej w Stanach Zjednoczonych w pierwszej połowie XX wieku.
Dewey sprzeciwiał się indywidualizmowi klasycznego liberalizmu, twierdząc, że instytucje społeczne nie są „środkami uzyskania czegokolwiek dla jednostek. Są środkami tworzenia jednostek”. Uważał, że instytucje społeczne kreują człowieka, a nie jedynie przystosowują go do życia w społeczeństwie. Wspierają także indywidualną wolność.
Dewey jest znany ze swej pracy nad stosowaną filozofią edukacji, według której dzieci uczą się przez działanie. Uważał, że nauka szkolna trwa zbyt długo, a edukacja jest zbyt sformalizowana, a także, że dzieci będą w lepszej sytuacji ucząc się przez zaangażowanie w aktywności prawdziwego życia. Przykładem tego jest matematyka, której uczniowie mogą się uczyć przez szacowanie proporcji w gotowaniu lub obserwując ile czasu zajmie przemierzenie danego dystansu przy pomocy różnych środków transportu.

## XX wiek

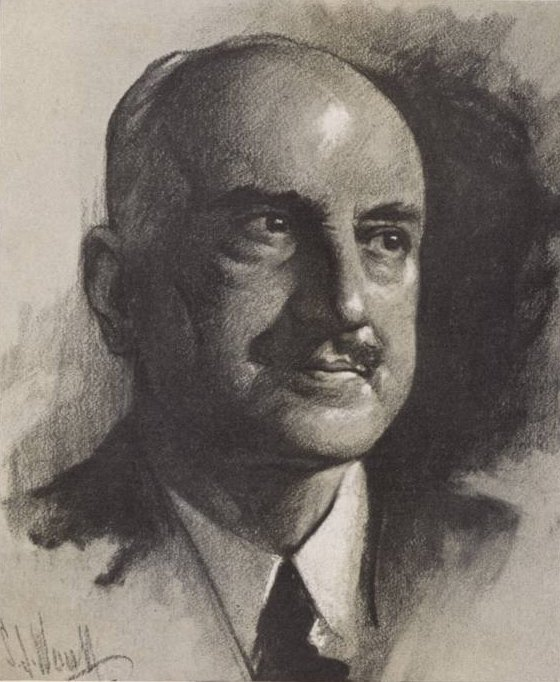
George Santayana, hiszpańsko-amerykański filozof

Z początkiem XX wieku pojawiają się nowe kierunki filozoficzne, czasowo przyćmiewające pragmatyzm. W wieku XX powstała filozofia procesu, na którą wpływ miał światopogląd naukowy oraz teoria względności Einsteina. W połowie XX wieku rosła popularność filozofii języka oraz filozofii analitycznej. egzystencjalizm i fenomenologia, pomimo wielkiej popularności w Europie, nie przyjęły się szerszej w Stanach Zjednoczonych.

### Odrzucenie idealizmu
Jednym z głównych zwolenników pragmatyzmu na początku XX wieku był pochodzący z Hiszpanii filozof George Santayana. Uważał on, że idealizm był bezpośrednim zaprzeczeniem i odrzuceniem zdrowego rozsądku. Wskazywał, że jeśli coś musiałoby być pewne, aby stało się wiedzą, to żadna wiedza nie byłaby możliwa, a rezultatem byłby sceptycyzm. Z tego powodu, wiedza opiera się na wierze, którą Santayana nazywał „zwierzęcą wiarą”.
W książce Sceptycyzm i wiara zwierzęca twierdzi on, że wiedza nie jest rezultatem rozumowania. Stanowi ona to, co jest potrzebne, by skutecznie działać w świecie . Jako przyrodnik, Santayana był surowym krytykiem epistemologicznego fundacjonalizmu. Wyjaśniania wydarzeń zachodzących w świecie przyrody leży w sferze nauki a sens i wartości tego działania powinny być badane przez filozofów. W podobnej atmosferze intelektualnej działali myśliciele nurtu nowego realizmu, tacy jak Ralph Barton Perry.

### Filozofia procesu
Filozofia procesu przyjmuje punkt widzenia teorii Einsteina, a jej głównymi przedstawicielami są między innymi Alfred North Whitehead i Charles Hartshorne. Rdzeniem filozofii procesu jest twierdzenie, że zdarzenia i procesy są głównymi kategoriami ontologicznymi. Whitehead w pracy The Concept of Nature twierdzi, że rzeczy w przyrodzie, a co się z tym wiąże „zrosty” są wiązkami zdarzeń, które utrzymują pewną stałość. Filozofia procesu jest heraklitejska w tym sensie, że podstawową kategorią ontologiczną jest zmiana. Charles Hartshorne był również twórcą teologii procesu.

### Filozofia analityczna
Połowa XX wieku przyniosła dominację filozofii analitycznej w Ameryce. Filozofia analityczna, zanim dotarła do Stanów Zjednoczonych, rozwijała się w Europie, do jej pierwszych i najwybitniejszych przedstawicieli naleli Gottlob Frege, Bertrand Russell, Ludwig Wittgenstein oraz pozytywiści logiczni. Według pozytywizmu logicznego prawdy logiki i matematyki są tautologiami, zaś prawdy nauki są empirycznie weryfikowalne. Wyrażenia nie spełniające kryteriów sensowności empirycznej, w tym roszczenia etyki, estetyki, teologii, metafizyki oraz ontologi, są nonsensami. Po dojściu do władzy Adolfa Hitlera i NSDAP w Niemczech i Austrii, wielu pozytywistów wyemigrowało z tych krajów do Wielkiej Brytanii i Ameryki, co przyczyniło się do dominacji filozofii analitycznej w Stanach Zjednoczonych w kolejnych latach.
W.V.O. Quine, pomimo iż nie był pozytywistą logicznym, podzielał pogląd, że filozofia powinna współdziałać z nauką w dążeniach do intelektualnej przejrzystości i zrozumienia świata. W eseju Dwa dogmaty empiryzmu krytykował logicznych pozytywistów i rozróżnienie między zdaniami analitycznymi i syntetycznymi. Był zwolennikiem koncepcji „sieci przekonań” („web of belief”), która jest koherencyjną koncepcją justyfikacjonistyczną. W epistemologii Quine’a doświadczenia nie pojawiają się w izolacji. W rzeczywistości jest to holistyczne podejście do wiedzy, gdzie każde przekonanie czy doświadczenie jest powiązane z innymi. Quine jest także znany ze swojej dyskwotacyjnej koncepcji prawdy i rozważań nad niezdeterminowaniem przekładu.

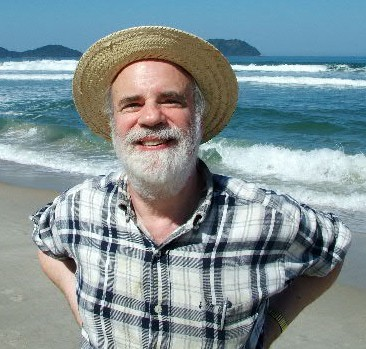
Saul Kripke na plaży w Juquehy

Saul Kripke, uczeń Quine’a na Harvardzie, wywarł znaczący wpływ na filozofię analityczną. Kripke w sondażu przeprowadzonym przez Briana Leitera[26] wymieniany jest pośród 10 najważniejszych filozofów w ciągu ostatnich 200 lat. Najbardziej znany jest ze swojego wkładu w filozofię: (1) semantyki logiki modalnej, opublikowanej w kilku esejach kiedy był jeszcze nastolatkiem. (2) Z wykładów Nazywanie a konieczność na Uniwersytecie w Princeton w 1970 roku (wydanych w 1972 i 1980 roku), zawierających znaczącą rekonstrukcję filozofii języka, w których, jak niektórzy to ujmują, „przywrócił szacunek dla metafizyki”. (3) Zasłynął również z interpretacji filozofii Wittgensteina (4) oraz z opracowania teorii prawdy. Wniósł także znaczący wkład do teorii mnogości.
David Kellogg Lewis to inny student Quine’a na Harvardzie. Wymieniany w sondażu przeprowadzonym przez Briana Leitera jako jeden z największych filozofów XX wieku. Znany jest przede wszystkim z poparcia modalnego realizmu, stanowiska według którego istnieje nieskończona liczba realnych i przyczynowo niezależnych możliwych światów, do których należy także nasz świat. Filozofia światów możliwych pozostaje w ścisłym związku z badaniami nad logikami modalnymi.
Thomas Kuhn był filozofem i pisarzem, zajmującym się historią nauki i filozofią nauki. Jego najbardziej znaną pracą jest Struktura rewolucji naukowych, będąca jedną z najczęściej cytowanych publikacji akademickich. Naukowcy działają w ramach paradygmatu – zbioru podstawowych pojęć i założeń teoretycznych. Rozwój nauki implikuje powstawanie luk i paradoksów w ramach obowiązującego paradygmatu, co stopniowo prowadzi do zmiany naukowego światopoglądu (zmiany paradygmatu). Praca ta uważana jest także za przełomową dla socjologii wiedzy.

### Powrót do filozofii politycznej
Filozofowie analityczni zajmowali się abstrakcyjnymi i konceptualnymi problemami. Filozofia amerykańska powróciła do problematyki społecznej i politycznej (które dominowały w początkowym okresie jej rozwoju) dopiero od ok. 1970.

#### Ayn Rand
Jednym z przejawów powrotu do zainteresowań politycznych i społecznych była ogromna popularność utworów Ayn Rand, promującej egoizm etyczny. Dwie główne powieści Rand, Atlas zbuntowany i Źródło dały początek ruchowi obiektywistów, zapoczątkowanego przez grupę studentów o nazwie The Collective. Jednym z członków był młody Alan Greenspan, znany libertarianin i późniejszy Przewodniczący Rady Gubernatorów Systemu Rezerwy Federalnej USA. Według obiektywistów, dzięki rozumowi możemy poznać obiektywny fakt, że jednostki powinni działać zgodnie z ich własnym racjonalnym interesem. Najlepszą formą gospodarki jest wolnorynkowy kapitalizm. Filozofowie akademiccy byli jednak bardzo krytyczni w ocenie dorobku Rand. Pomimo tego pozostała popularną, choć kontrowersyjną, postacią w amerykańskim ruchu libertariańskim.

#### Teorie sprawiedliwości
W 1971 John Rawls opublikował Teorię sprawiedliwości. Teoria ta, w której sprawiedliwość pojmowana jest jako bezstronność, jest rodzajem teorii umowy społecznej. Rawls tworzy pojęcie zasłony niewiedzy, aby opisać sytuację pierwotną związaną z umową społeczną.
W filozofii Rawlsa sytuacja pierwotna odpowiada Hobbesowskiemu stanowi natury. Głównym założeniem sytuacji pierwotnej jest to, że jednostki znajdują się za zasłoną niewiedzy, która czyni je nieświadomymi ich indywidualnych cech charakterystycznych, statusu społecznego, rasy, religii, czy majątku. W sytuacji pierwotnej obdarzone rozumem podmioty dokonują wyboru zasad sprawiedliwości. Rawls wprowadził w swojej teorii sprawiedliwości dwie zasady sprawiedliwości: zasadę wolności oraz zasadę dyferencji. Rawls jest zwolennikiem sprawiedliwości dystrybutywnej w której społeczne i ekonomiczne nierówności muszą przynieść największe korzyści najmniej uprzywilejowanym.
Prace Rawlsa były szeroko komentowane i analizowane. W odpowiedzi na nie sformułowano także odmienne teorie sprawiedliwości. Uważając teorię Rawlsa za promującą nadmierną kontrolę państwową i pogwałcenie praw osobistych, libertarianin Robert Nozick opublikował w 1974 roku swoje dzieło pt. Anarchia, państwo, utopia. Utwór popiera minimalną ingerencję państwa i broni wolności jednostki. Nozick twierdzi, iż rola władzy państwowej powinna być ograniczona do „ochrony policyjnej, obrony narodowej i zarządzania sądownictwem, a inne zadania, powszechnie wykonywane przez współczesne władze państwowe takie jak edukacja, ubezpieczenie społeczne, opieka społeczna itd., powinny być realizowane przez prywatne religijne, charytatywne i inne instytucje funkcjonujące na wolnym rynku”.
Tzw. teoria legalistyczna Nozicka mówi, że jeśli każdy w społeczeństwie nabył dobra zgodnie z zasadami: zasadą sprawiedliwego nabywania, zasadą sprawiedliwego transferu oraz zasadą naprawy niesprawiedliwości, wtedy sposób rozdzielenia dóbr, nieważne jak jest nierówny, jest sprawiedliwy. „Sprawiedliwa dystrybucja dóbr, w rzeczy samej, jest zdeterminowana przez pewne historyczne okoliczności (w przeciwieństwie do państwowych teorii stanu końcowego) ale nie można zagwarantować takiego podziału dóbr, gdzie ci którzy pracują najciężej i najbardziej na to zasługują, mają największy udział”.

#### Etyka cnót
Alasdair MacIntyre urodził się i pobierał nauki w Wielkiej Brytanii, jednakże spędził około czterdziestu lat żyjąc i pracując w Stanach Zjednoczonych. Przyczynił się on do odrodzenia zainteresowania etyką cnót, mającej źródła w filozofii Arystotelesa. Jest on uważany za wybitnego tomistycznego filozofa polityki. MacIntyre utrzymuje, że „nowoczesna filozofia i nowoczesne życie charakteryzują się brakiem spójnego kodeksu moralnego, i że zdecydowana większość osób żyjących w tym świecie odczuwa brak znaczącego celu w życiu oraz także brak przynależności do większej wspólnoty”. Filozof zaleca powrót do autentycznych wspólnot politycznych, gdzie jednostki nabywają cnoty tej wspólnoty.
Zjawiska istotne dla filozofii politycznej zachodziły również poza uniwersytetami i były związane np. z ruchem praw obywatelskich czy pismami Martina Luthera Kinga Jr.

#### Feminizm

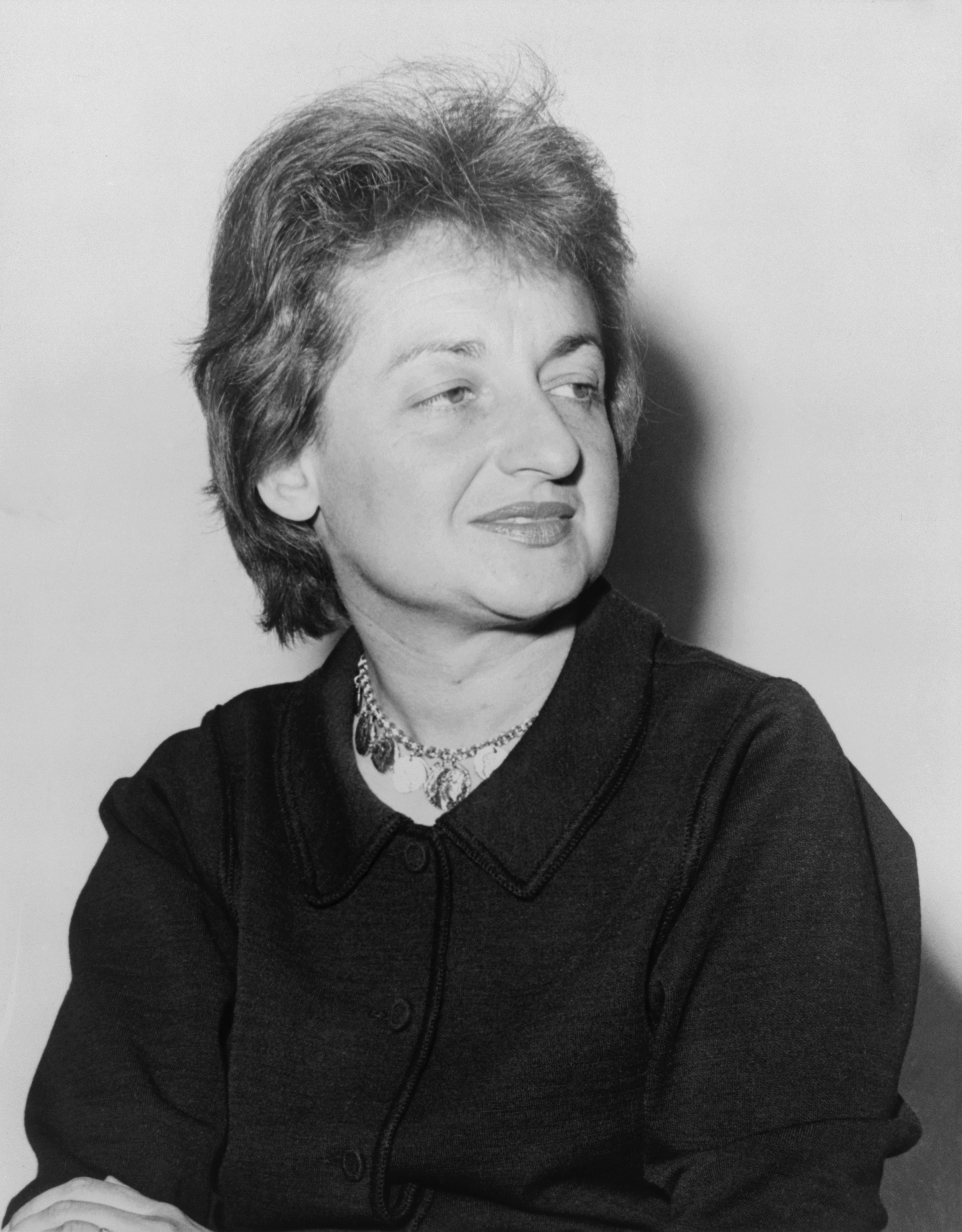
Betty Friedan

Tzw. feminizm pierwszej fali, reprezentowany przez pisarki Sarah Grimké, Charlotte Perkins Gilman, Elizabeth Cady Stanton i Anne Hutchinson, nie miał charakteru ściśle filozoficznego. Dopiero druga fala feminizmu (lata sześćdziesiąte i siedemdziesiąte XX wieku) miał duży wpływ na filozofię .
Powszechnie znana stała się praca Betty Friedan Mistyka kobiecości. Innymi ważnymi filozofkami feministycznymi były Alicia Ostriker i Adrienne Rich. Poddawały one krytyce podstawowe założenia i wartości filozofii, takie jak dążenie do obiektywności, czy też „męskie” podejście do etyki, którego przykładem miały być np. koncepcja praw politycznych. Feministki dowodziły, że nie istnieje neutralność aksjologiczna i poszukiwały społecznego wymiaru problemów filozoficznych.
Wiele prac feministycznych łączy w sobie problematykę filozoficzną z teorią społeczną, np. Uwikłani w płeć Judith Butler, gdzie autorka zaprezentowała teorię performatywności płci.

## Filozofia najnowsza

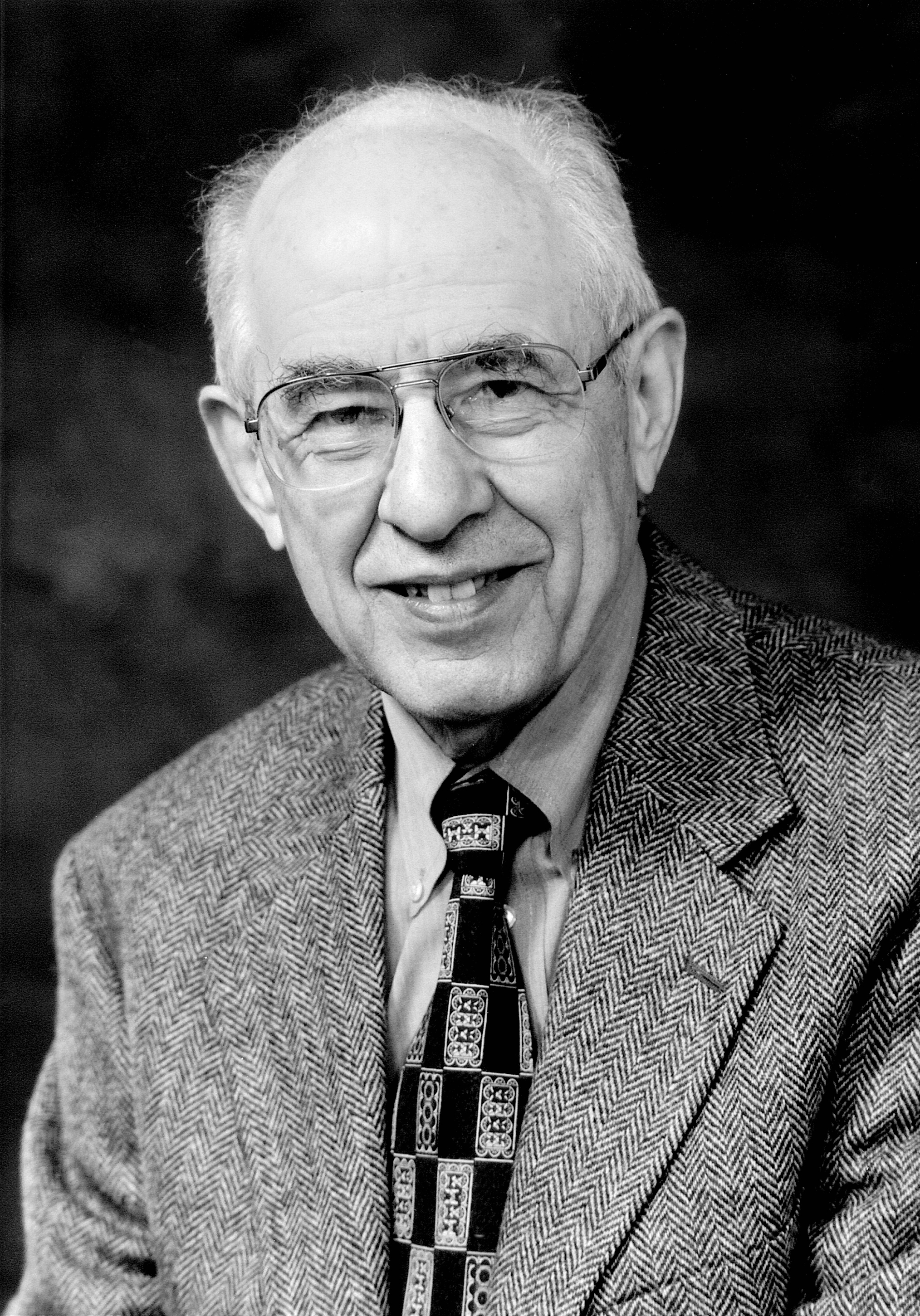
Hilary Putnam

Pod koniec XX wieku zainteresowanie pragmatyzmem odrodziło się, głównie za sprawą Hilarego Putnama i Richarda Rorty’ego. Rorty znany jest jako autor prac Filozofia a zwierciadło natury i Philosophy and Social Hope. Hilary Putnam jest znany z quasi-empiryzmu w filozofii matematyki, eksperymentu myślowego dotyczącego mózgów w naczyniu, który stał się wyzwaniem dla innych filozofów , a także innych prac z zakresu filozofii umysłu, filozofii języka i filozofii nauki.
Problemy filozofii umysłu stały w centrum debat filozoficznych. Amerykańscy filozofowie tacy jak: Hilary Putnam, Donald Davidson, Daniel Dennett, Douglas Hofstadter, John Searle Patricia i Paul Churchland  kontynuowali dyskusję o naturze umysłu i nad postawionym przez australijskiego filozofa Davida Chalmersa trudnym problemem świadomości.
Na początku XXI wieku ucieleśnione poznanie zyskało uznanie jako zintegrowana teoria ciała, umysłu i otoczenia. Filozofowie tacy jak Shaun Gallagher i Alva Noë, razem z brytyjskim filozofem Andym Clarkiem bronili tego punktu widzenia jako naturalnego rozwoju pragmatyzmu łączonego z myślą Kanta, Heideggera i Merleau-Ponty'ego.
Ronald Dworkin i Richard Posner stali się wybitnymi postaciami w filozofii politycznej i filozofii prawa. Posner słynie ze swojej ekonomicznej analizy prawa – teorii, która używa mikroekonomii do zrozumienia norm i instytucji prawnych . Dworkin znany jest z integralnej teorii prawa i teorii interpretacji prawniczej .
Afroamerykański filozof Cornel West znany jest z analizy życia kulturowego Ameryki w kontekście płci, rasy i klasy społecznej, a także z prac nad pragmatyzmem i transcendentalizmem.
Alvin Plantinga jest chrześcijańskim filozofem analitycznym, znanym z obrony wolnej woli w kontekście problemu zła, ewolucyjnego argumentu przeciwko naturalizmowi, twierdzenia, że Bóg może być poznany rozumowo, oraz modalnej wersji dowodu ontologicznego na istnienie Boga. Michael C. Rea rozwinął myśl Plantingi wskazując, iż zarówno naturalizm i supranaturalizm są programami badawczymi, które stanowią podstawę dla innych badań.